# Silene lamarum
Silene lamarum är en nejlikväxtart som beskrevs av Cheng Yih Wu. Silene lamarum ingår i släktet glimmar, och familjen nejlikväxter. Inga underarter finns listade i Catalogue of Life.